# Botswana aux Jeux olympiques
Le Botswana participe aux Jeux olympiques depuis 1980. Ayant participé à toutes les éditions estivales depuis cette date, il n'a en revanche jamais participé aux Jeux d'hiver.
Le pays a remporté quatre médailles au total : une en argent avec Nijel Amos sur l'épreuve du 800 m à Londres en 2012, une en bronze avec l'équipe masculine du relais 4 x 400 m à Tokyo en 2021, une en or avec Letsile Tebogo sur l’épreuve du 200 m et une en argent avec l'équipe masculine du relais 4 x 400 m à Paris en 2024. 

## Bilan général
Le Botswana a remporté sa première médaille olympique lors des Jeux Olympiques de Londres en 2012 grâce à la médaille d'argent obtenue par Nijel Amos sur 800 mètres. Il décroche ensuite la deuxième médaille de son histoire aux Jeux Olympiques de Tokyo en 2021 avec l'équipe masculine du relais 4 x 400 m (composée de Isaac Makwala, Baboloki Thebe, Zibane Ngozi et Bayapo Ndori) qui prend la troisième place de la finale derrière les Etats-Unis et les Pays-Bas. 

### Par année
| Année | Médaille d'or, Jeux olympiques | Médaille d'argent, Jeux olympiques | Médaille de bronze, Jeux olympiques | Total | Rang | Athlètes |
| 1980  | 0                              | 0                                  | 0                                   | 0     | —    | 7        |
| 1984  | 0                              | 0                                  | 0                                   | 0     | —    | 7        |
| 1988  | 0                              | 0                                  | 0                                   | 0     | —    | 8        |
| 1992  | 0                              | 0                                  | 0                                   | 0     | —    | 6        |
| 1996  | 0                              | 0                                  | 0                                   | 0     | —    | 7        |
| 2000  | 0                              | 0                                  | 0                                   | 0     | —    | 7        |
| 2004  | 0                              | 0                                  | 0                                   | 0     | —    | 10       |
| 2008  | 0                              | 0                                  | 0                                   | 0     | —    | 12       |
| 2012  | 0                              | 1                                  | 0                                   | 1     | 69   | 4        |
| 2016  | 0                              | 0                                  | 0                                   | 0     | —    | 12       |
| 2020  | 0                              | 0                                  | 1                                   | 1     | 86   | 13       |
| 2024  | 1                              | 1                                  | 0                                   | 2     | 55   | 11       |
| Total | 1                              | 2                                  | 1                                   | 4     |      |          |

### Liste des médaillés
| Medal  | Name                                                           | Games        | Sport      | Event                          | Date         |
| ------ | -------------------------------------------------------------- | ------------ | ---------- | ------------------------------ | ------------ |
| Or     | Letsile Tebogo                                                 | Paris 2024   | Athlétisme | 200 mètres masculin            | 8 août 2024  |
| Argent | Nijel Amos                                                     | Londres 2012 | Athlétisme | 800 mètres masculin            | 9 août 2012  |
| Argent | Collen Kebinatshipi Anthony Pesela Bayapo Ndori Letsile Tebogo | Paris 2024   | Athlétisme | Relais 4 x 400 mètres masculin | 10 août 2024 |
| Bronze | Isaac Makwala Bayapo Ndori Zibane Ngozi Baboloki Thebe         | Tokyo 2020   | Athlétisme | Relais 4 x 400 mètres masculin | 7 août 2021  |

## Porte-drapeau botswanais
Liste des porte-drapeau botswanais conduisant la délégation botswanaise lors des cérémonies d'ouverture des Jeux olympiques d'été :
| Jeux                | Porte-drapeau                     | Sport                  |
| ------------------- | --------------------------------- | ---------------------- |
| Moscou 1980         |                                   |                        |
| Los Angeles 1984    | Norman Mangoye                    |                        |
| Séoul 1988          | Shakes Kubuitsile                 | Boxe                   |
| Barcelone 1992      |                                   |                        |
| Atlanta 1996        | Justice Dipeba                    | Athlétisme             |
| Sydney 2000         | Gilbert Khunwane                  | Boxe                   |
| Athènes 2004        | Khumiso Ikgopoleng                | Boxe                   |
| Pékin 2008          | Samantha Paxinos                  | Natation               |
| Londres 2012        | Amantle Montsho                   | Athlétisme             |
| Rio de Janeiro 2016 | Nijel Amos                        | Athlétisme             |
| Tokyo 2020          | Amantle Montsho et Rajab Mahommed | Athlétisme et Boxe     |
| Paris 2024          | Letsile Tebogo et Maxine Egner    | Athlétisme et Natation |